# Reinerkogel
Der Reinerkogel (früher auch Rainerkogel) ist ein 500 m ü. A. hoher Hügel im Grazer Bergland im österreichischen Bundesland Steiermark. Er befindet sich in der Landeshauptstadt Graz nördlich des Zentrums am linken Murufer und war mit der 1957 abgerissenen Reinerkogelwarte vor allem in der Vergangenheit ein beliebtes Naherholungsgebiet.

## Lage und Umgebung
Der großteils bewaldete Reinerkogel liegt auf der Grenze zwischen den beiden Stadtbezirken Andritz und Geidorf und überragt das unmittelbar angrenzende Murtal an dieser Stelle um knapp 150 Meter. Die auffällige Erhebung markiert den südwestlichen Ausläufer jenes Hügellandes im Nordosten der Stadt, zu dem auch Lineckberg, Hauenstein und Platte gehören. Am Südfuß des Berges liegt das Karmelitenkloster Maria Schnee, am Nordhang die kleine Wallfahrtskirche St. Ulrich. Gegen Osten verläuft der dicht besiedelte Hügelkamm weiter zu Ferdinandshöhe und Platte. Der Reinerkogel ist Teil des Landschaftsschutzgebiets Nördliches und östliches Hügelland von Graz (LSG-30) und von zwei Seiten aus auf Fußwegen erreichbar.

## Geologie und Geomorphologie
Der Reinerkogel gehört geologisch dem Grazer Paläozoikum an und wird daher auch dem Grazer Bergland zugerechnet. Er besteht aus verschiedenen Grüngesteinen, darunter Grünschiefer und Phyllite, sowie tonigen Kalkschiefern. Im Westen sitzen die quartären Murschotter direkt dem paläozoischen Grundgebirge auf, nach Osten hin (Richtung Rosenberg) wird dieses von den miozänen Schottern und Sanden des Steirischen Neogenbeckens überlagert. Am Ausgang jenes Tälchens südlich des Reinerkogels, das der Grabenhofenweg durchquert, hat sich ein Schwemmkegel gebildet, der aufgrund von Verbauung kaum noch wahrnehmbar ist.

## Flora und Vegetation
Der Wald am Reinerkogel, der sich großteils im Besitz der Stadt befindet und Erholungszwecken dienen soll, präsentiert sich recht natürlich. Der Laubwald setzt sich aus Rotbuche, Hainbuche, Edelkastanie, Hänge-Birke, Fichte, Pappeln und Eichen zusammen. An den thermophilen Standorten bestimmen Robinie, Hainbuche und Feldahorn mit vereinzelten Fichten und Waldkiefer. Daneben treten Linden und Edelkastanie sowie eingestreute Walnuss- und Obstbäume auf. Zwischen Totholzbeständen gedeihen Sträucher wie Schwarzer Holunder, Jungbäume und krautige Pflanzen. Da am Berg keine Quellen existieren, ist die Vegetation auf lokale Niederschläge angewiesen und zeitweise – so etwa in den Hitzesommern 2012 und 2013 – von Trockenheit geprägt. Bis 2014 konnten am Reinerkogel 34 Arten von Schlauchpilzen, darunter Camaropella lutea und Diaporthe pulla, festgestellt werden. Sieben davon wurden erstmals in Österreich, sechs weitere erstmals in der Steiermark nachgewiesen. Als Adventivpflanze im Hainbuchenbestand konnte 2018 das Efeublättrige Alpenveilchen festgestellt werden, das ein Pflanzenliebhaber mehr als drei Jahrzehnte zuvor angesiedelt hatte.

## Geschichte
Am Reinerkogel bestehen Reste einer möglicherweise frühmittelalterlichen Fliehburg. Auf zwei Bergseiten sind Teile eines Ringwalls und Laufgräben erhalten, die Hangstufen sind großteils von Vegetation bedeckt. Die Ursprünge der Anlage lassen sich nicht genau datieren, werden aber im Zusammenhang mit der bairischen Besiedlung und der Ulrichskirche am Nordhang vermutet. Später gelangte der Hügel in den Besitz des Stiftes Rein, von dem er schließlich seinen Namen erhielt. Aus einem Kaufbrief vom 3. Mai 1300 geht hervor, dass der „Graetzer Purger Friedrich Ekker“ seinen Weingarten am „Reunerperg“ für 26 Mark Silber an das Stift veräußerte. Der Weinbau blieb für mehrere Jahrhunderte bestehen.
Aktuell nennt sich die steile Asphaltstraße 
Zugang zur Jakobsleiter nennt sich die heute asphaltierte Straße ab Zu- und Abfahrtsrampen von der Grabenstraße steil bergauf. 
An der Zufahrt zu Haus Nummer 14, der Villa Öhler beginnt die Jakobsleiter mit einem weiß auf grün gleichlautendem Straßenschild aus emailliertem Blech.
Im Jahr 2024 noch bestehenden Betonstiegenläufen sind auf Vertikalflächen der Stufen die Stufenniveaus 100, 200 und 338 sowie die Herstellungsjahre 1924 und 1925 eingeritzt. Der geringeren Betonverwitterung wegen scheint der unterste Treppenlauf jünger zu sein. In der Mitte besteht eine etwas weniger steile Passage mit Stufen aus 15 cm Granitwürfeln und anschließender Pflasterung mit 8 cm Würfeln, mit Betonmörtel gefügt.
1934 wurde die frühere Bedeutung als Wehrberg kurzzeitig wiederbelebt, als sechs ehemalige Mitglieder des Republikanischen Schutzbundes planten, auf dem Reinerkogel ein Waffenquartier einzurichten. Wie durch lokale Medien ausführlich berichtet, wurden die Männer verhaftet und wegen Aufstandes zu mehrmonatigen Kerkerstrafen verurteilt.

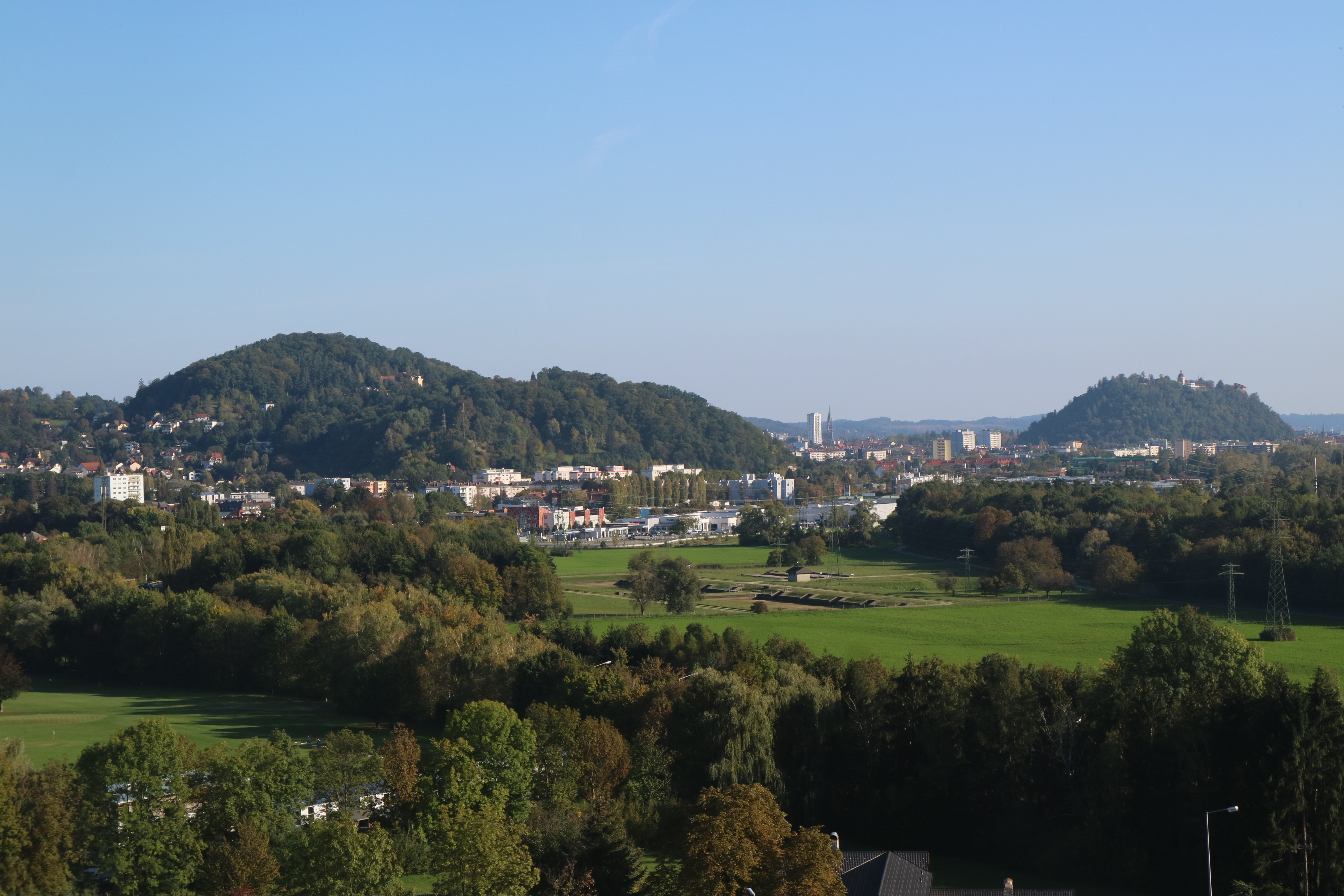
Reinerkogel (links) mit dem Schloßberg (rechts)

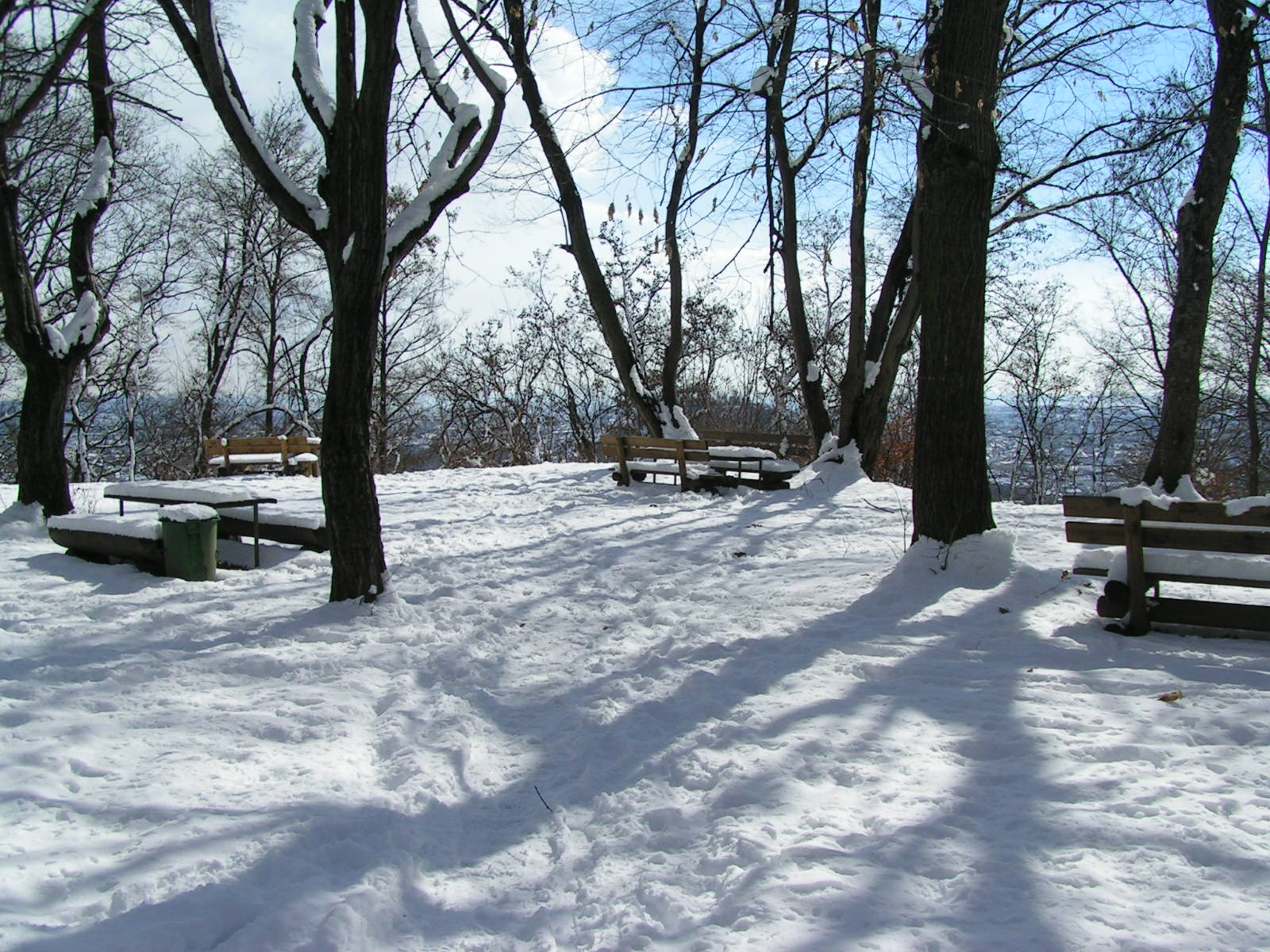
Der Gipfel im Winter

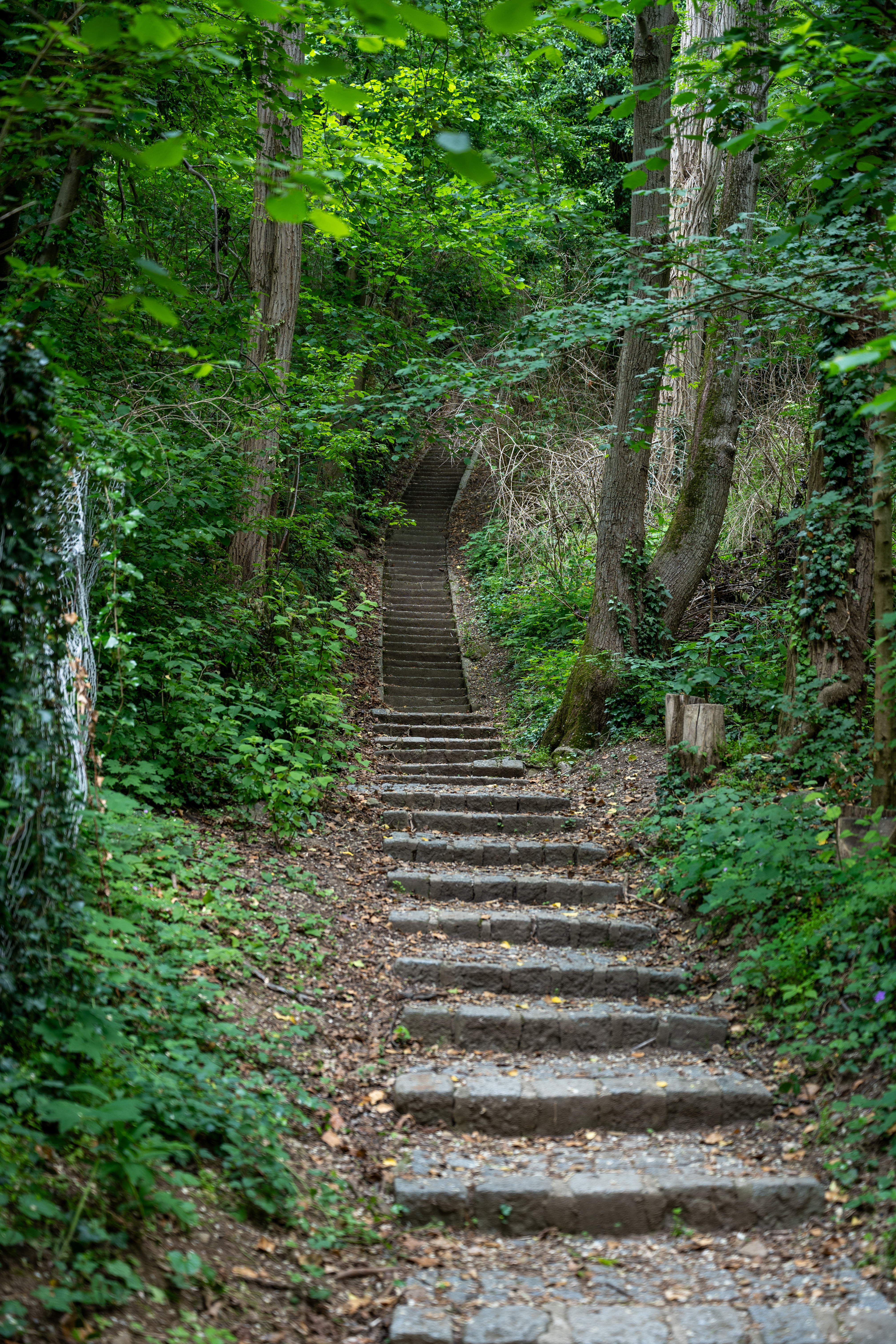
Jakobsleiter. Granitstufen im Mittelteil, darüber Betontreppe (2024)

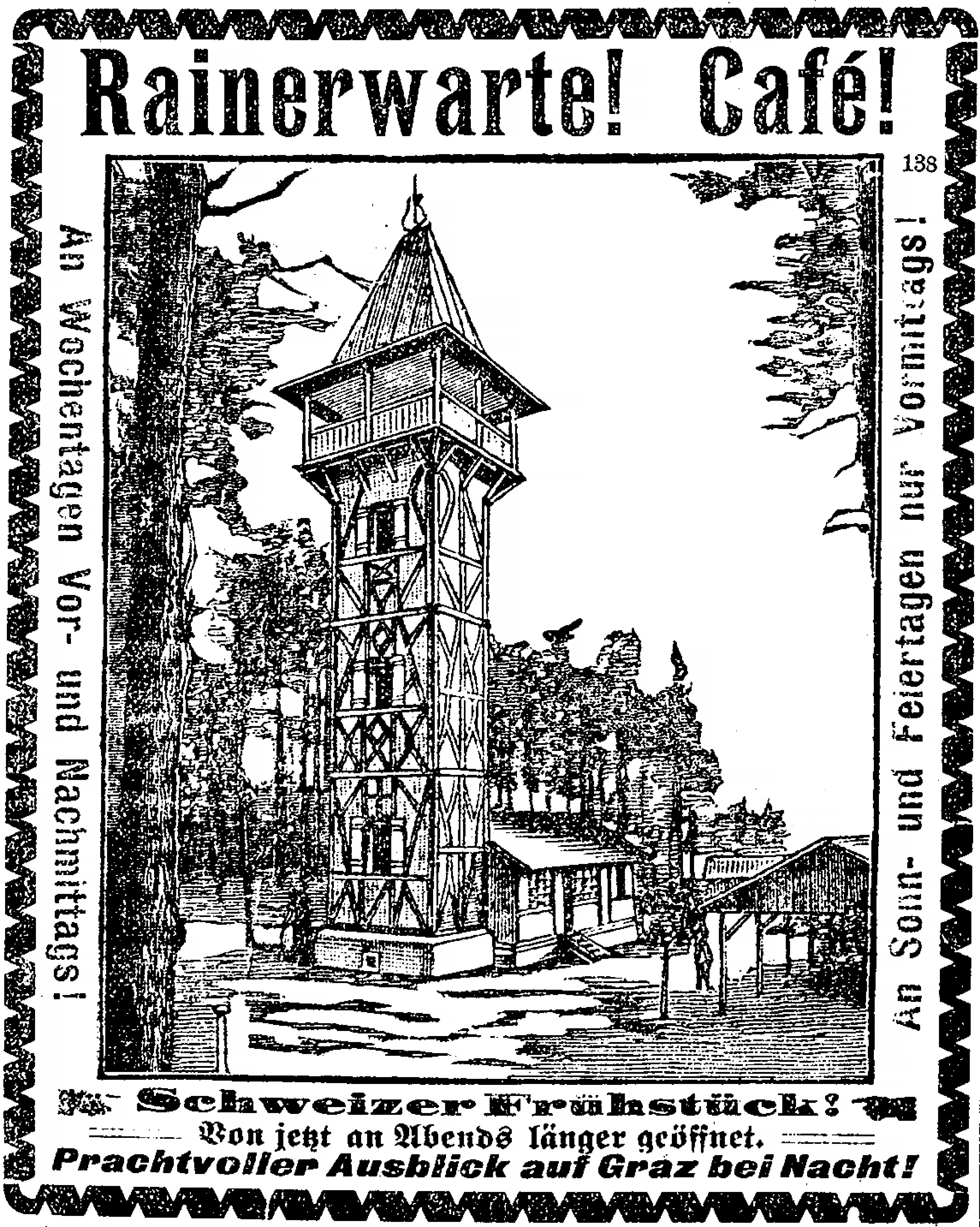
Die nicht mehr bestehende Rainerwarte im Baujahr 1902

Im 19. Jahrhundert entwickelte sich der Reinerkogel zu einem der beliebtesten Ausflugsziele der Grazer Stadtbevölkerung. 1902 wurde mit der Reinerkogelwarte (anfangs Rainerwarte) samt Gastwirtschaft zum zweiten Mal ein Aussichtsturm auf dem Hügel errichtet. Der schnellste Aufstieg führte über die Jakobsleiter, eine heute noch bestehende Beton- und Steintreppe am Westhang des Berges. 1914 erwarb die Stadtgemeinde Graz die Rainerwarte inklusive mehrerer Waldparzellen und der Jakobsleiter zum Zweck der Erhaltung um 24.000 Kronen von Baron Oskar Speth. Ein Artikel in der Kleinen Zeitung aus dem Jahr 1942 nennt die Warte ein „besonderes Kennzeichen“ der Stadt und lässt die Popularität des Ausflugsziels erkennen: „Richtig verliebt ist unsere Stadt in diesen Holzturm, ob ihm die Maikäfer um den Helm surren, die Glühwürmchen beleuchten oder (...) die Herbstsonne die Schindeln wärmt.“
Für Frühjahr 1950 wurde der Bau eines Sesselliftes auf den Reinerkogel angekündigt. Die Liftanlage sollte von der Straßenbahnhaltestelle Bäckergasse direkt zum „Grazer Wahrzeichen“ Reinerkogelwarte führen, wurde letztlich aber nicht realisiert. Obwohl man versuchte, mit Baumschnitten den Reinerkogel als Aussichtsberg zu bewahren, verlor er in den 1950er Jahren seine Anziehungskraft. Da sich kein Pächter für Warte und Gastwirtschaft fand und auch kein Tourismusverein bereit war, diese Aufgabe zu übernehmen, musste das Bauwerk 1957 abgerissen werden. In den folgenden Jahren und Jahrzehnten erfolgten kleinere Maßnahmen zur Reattraktivierung des Erholungsraums wie das Aufstellen von Sitzbänken, das Schlagen einer Aussichtsschneise und ein Ausbau des Zugangswegs. Darüber hinaus wurde die heruntergekommene Jakobsleiter in mehreren Etappen renoviert.